# سیگورد لورنتز
سیگورد لورنتز (سوئدی: Sigurd Lewerentz؛ ۲۹ ژوئیه ۱۸۸۵ – ۲۹ دسامبر ۱۹۷۵) معمار سوئدی بود.

## زندگی‌نامه

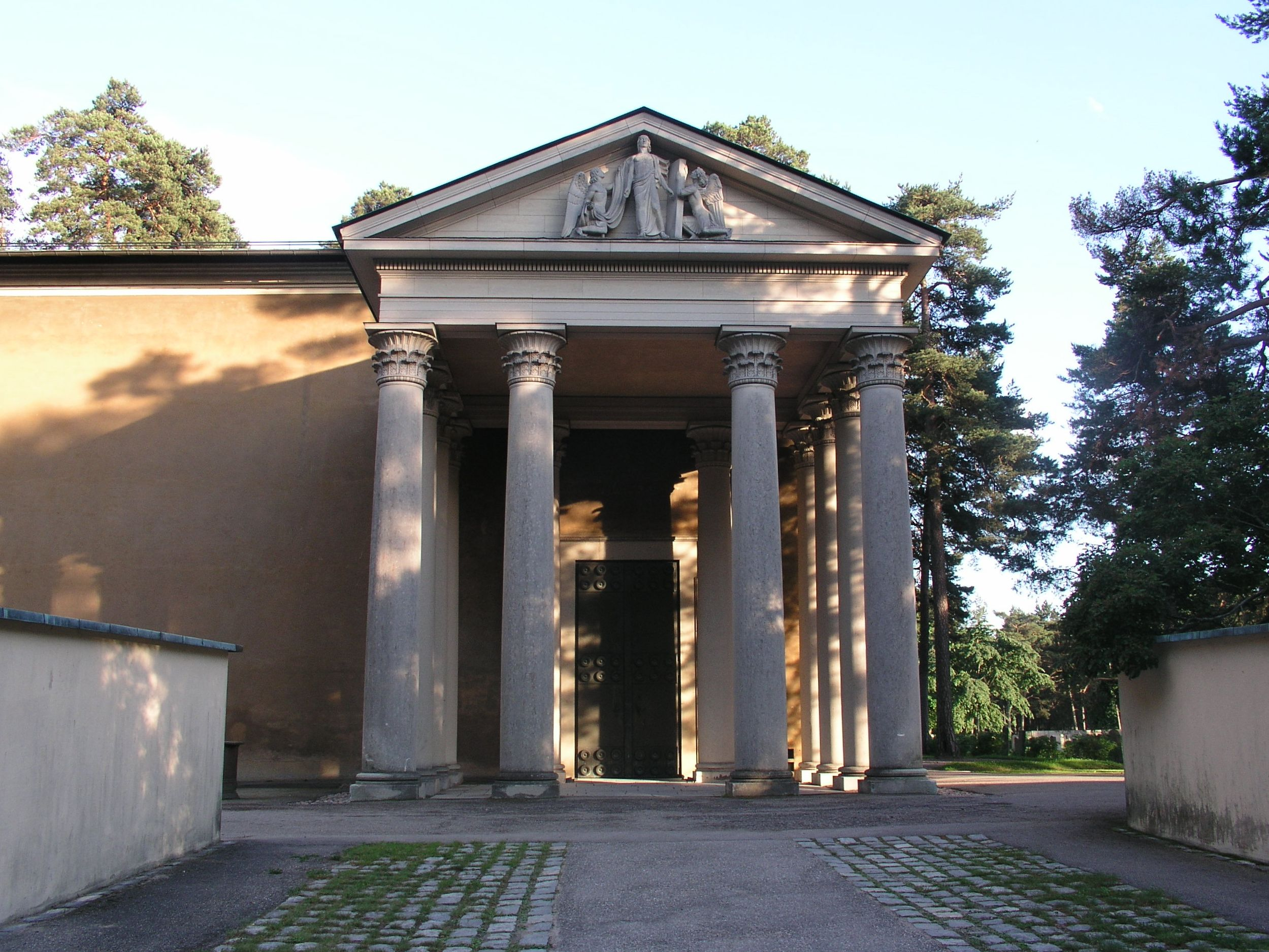
نیایشگاه رستاخیز در اسکوگسکیرکوگوردن

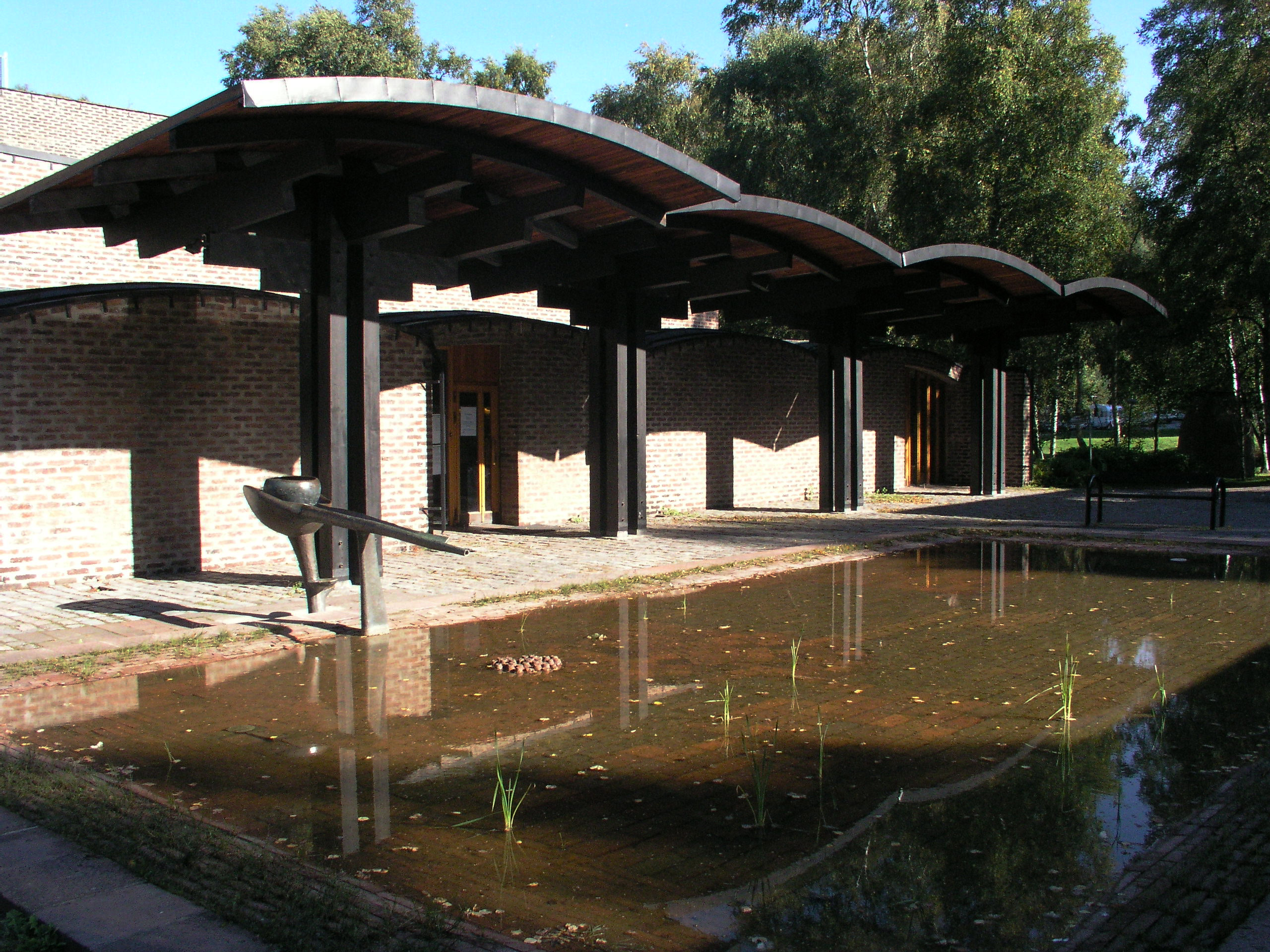
کلیسای مارک مقدس در بیورکهاگن

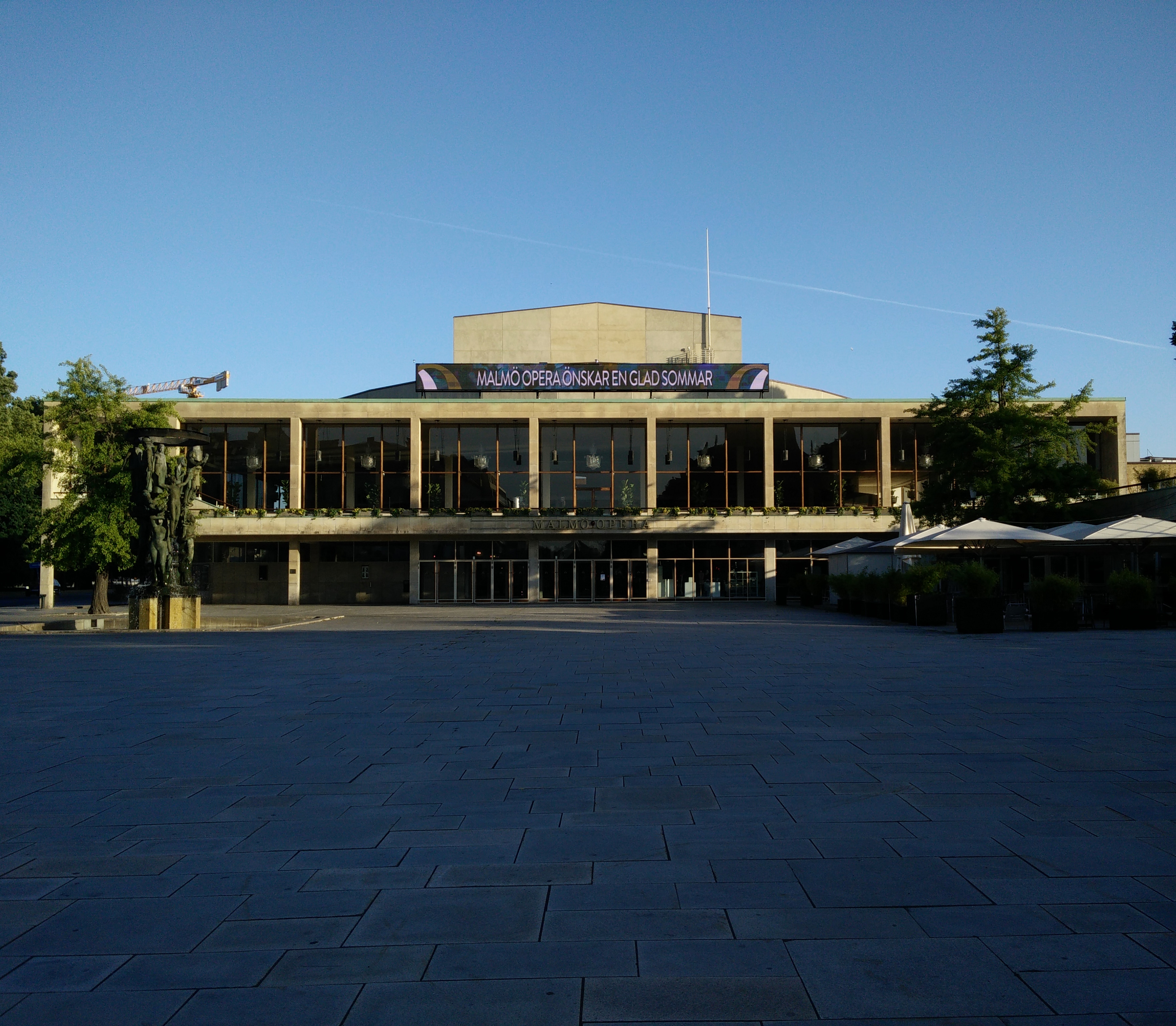
تئاتر اپرا و موسیقی مالمو

لورنتز در ساندو در بخش بیورتا در شهرستان وسترنورلاندِ سوئد زاده شد. او ابتدا به عنوان مهندس مکانیک در دانشگاه فناوری چالمرز یوتبری مشغول به تحصیل شد. او سپس در آلمان کارآموزی معماری را آغاز کرد.
او ابتدا دفتر معماری خود را در سال ۱۹۱۱ در استکهلم افتتاح کرد و با معمار گونار آسپلوند (۱۸۸۵–۱۹۴۰) همکاری کرد. آنها با هم در مسابقه گورستان جنوبی استکهلم (اسکوگسکیرکوگوردن) در سال‌های ۱۹۱۴–۱۹۱۵ شرکت کردند و طرحشان برنده شد. این پروژه در ابتدا توسط هر دو معمار اجرا شد، با این حال، مراحل بعدی به تنهایی توسط آسپلوند انجام شد. او و آسپلوند به عنوان معماران اصلی نمایشگاه بین‌المللی استکهلم (۱۹۳۰) منصوب شدند، اما پس از آن، لورنتز ناامید شد و سال‌ها از معماری روی گرداند؛ از سال ۱۹۴۰ او کارخانه‌ای را اداره می‌کرد که پنجره‌ها و سایر اتصالات معماری را با طراحی خودش تولید می‌کرد.
میان سال‌های ۱۹۳۳ و ۱۹۴۴، لورنتز در کنار همکارانش اریک لالرستد و داوید هلدن، یکی از بناهایی که از شاهکار معماری کارکردگرایانه به‌شمار می‌رود را ساختند، تئاتر اپرا و موسیقی مالمو. سرسرای ساختمان با سطوح باز و راه‌پله‌های مرمری زیبا، زیبایی خاصی دارد و با تعدادی از آثار هنری هنرمندانی مانند کارل میلز و ایساک گرون‌والد مزین شده است. او در سال ۱۹۵۰ برندهٔ مدال شاهزاده یوجین برای معماری شد.
او در دهه آخر عمرش دو کلیسا طراحی کرد، کلیسای سنت مارک در بیورکهاگن در استکهلم (۱۹۵۶) و کلیسای سنت پیتر در کلیپان در اسکونه (۱۹۶۳–۱۹۶۶)، که حرفهٔ معماری او را دوباره زنده کرد. کلیسای سنت پیتر در کلیپان در حومه این شهر کوچک در جنوب سوئد واقع شده است. جهت کلیسا صحیح است، و محراب روبروی درهای غربی قرار دارد. شکل مربعی آن، نشان‌دهندهٔ آیینی خودمانی‌تر در سنت دایره‌وار ایستادن است که به اوایل مسیحیت برمی‌گردد. این معادل مذهبی جستجوی چیزهای اساسی و اولیه بود که در هر دو کلیسای بعدی لورنتز به شدت مشهود بود. این ویژگی‌ها به زیبایی در جزئیات ساختمان‌ها، انتخاب مصالح، کیفیت نور و نحوهٔ بیان فضایی بیان شده‌اند.
او تا کمی پیش از مرگش در لوند در سال ۱۹۷۵، به کار در پیشنهادهای مسابقه‌ها و طراحی مبلمان ادامه داد.